# Redwood (Oregon)
Redwood é uma Região censo-designada localizada no estado norte-americano de Oregon, no Condado de Josephine.

## Demografia
Segundo o censo norte-americano de 2000, a sua população era de 5844 habitantes.

## Geografia
De acordo com o United States Census Bureau tem uma área de
12,7 km², dos quais 12,5 km² cobertos por terra e 0,2 km² cobertos por água.

## Localidades na vizinhança
O diagrama seguinte representa as localidades num raio de 36 km ao redor de Redwood.